# Robinia
« Robinia » redirige ici. Pour les autres significations, voir Robinia (homonymie).
Robinier
Genre
Classification phylogénétique
Robinia, les robiniers, est un genre de plantes à fleurs de la famille des Fabaceae, sous-famille des Faboideae. Ce sont des arbres ou des arbustes originaires d'Amérique du Nord.

## Histoire
Le nom de ce genre a été dédié à Jean Robin, botaniste français, qui introduisit en France en 1601 le robinier faux-acacia. Des rejets des premiers exemplaires, prélevés par son fils Vespasien Robin, vivent encore actuellement dans le 5e arrondissement de Paris dans le square René-Viviani et dans le Jardin des Plantes. Ils ont le privilège d'être les plus vieux arbres de Paris et les plus vieux robiniers d'Europe. Le robinier est originaire de l'Est de l'Amérique du Nord.

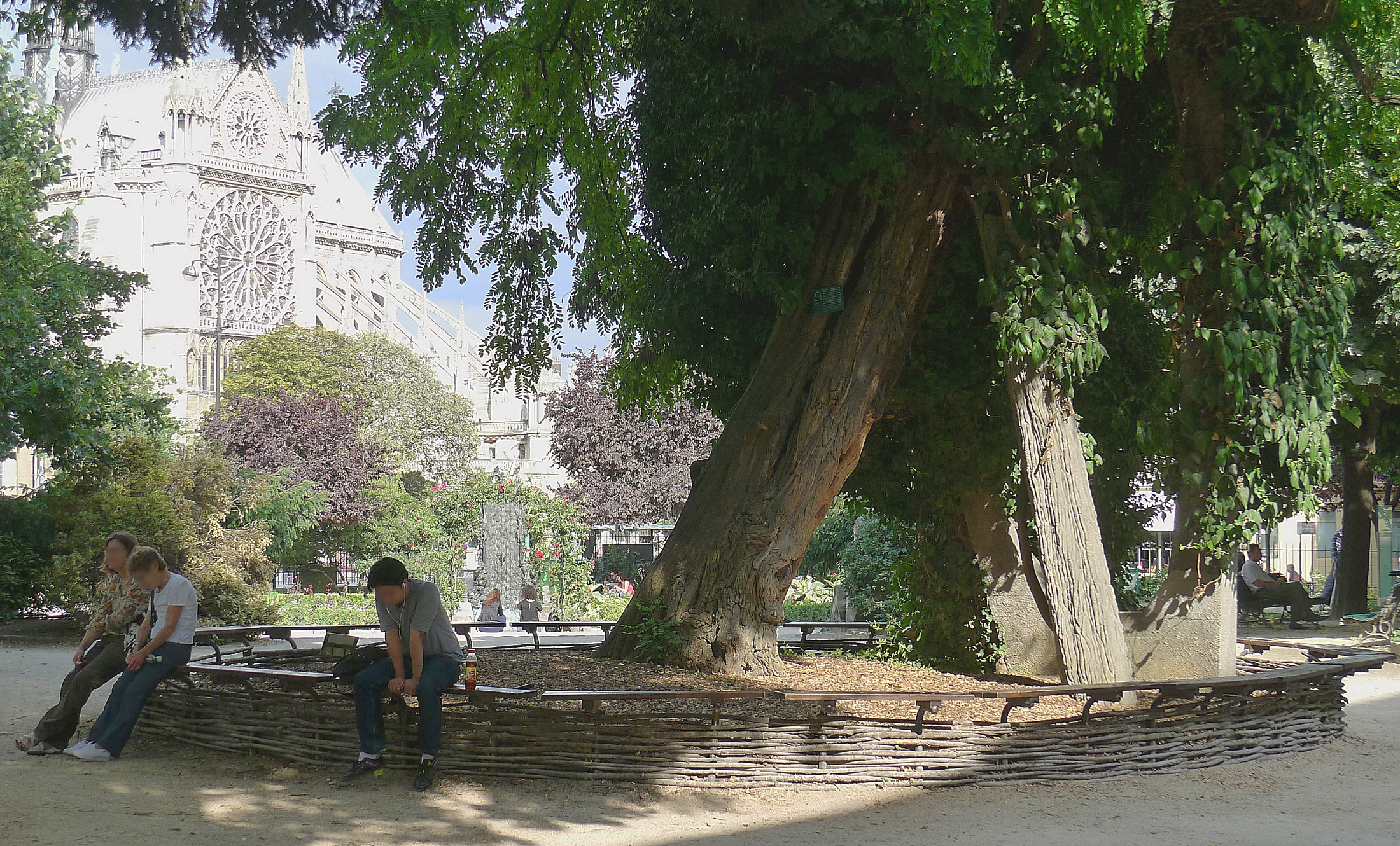
Le robinier du square René-Viviani, daté de 1601.
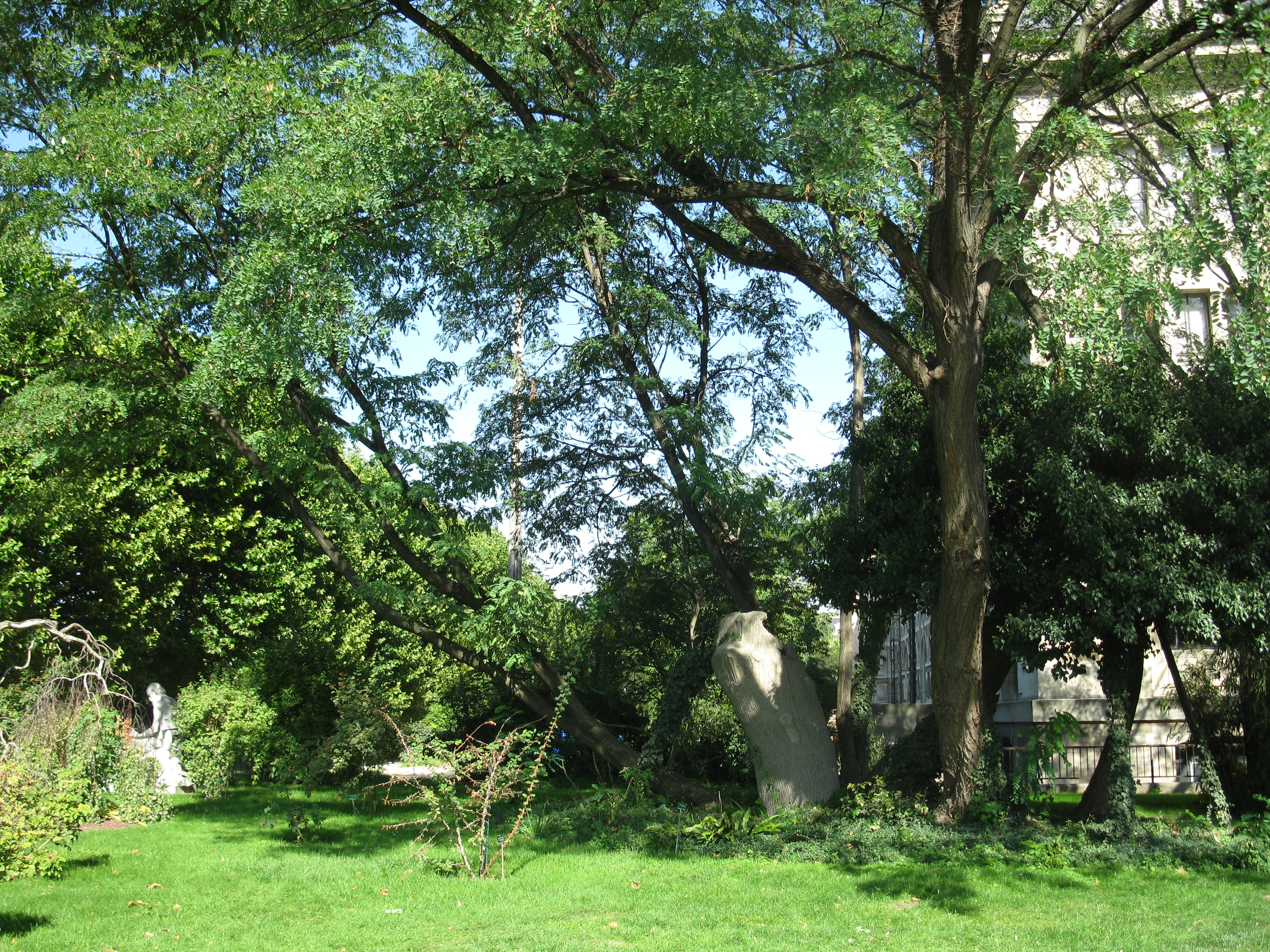
Les robiniers du jardin des Plantes (plantés en 1636[2]).

## Description
Les robiniers sont des arbres et des arbustes à feuilles caduques pouvant atteindre entre 4 et 25 mètres de hauteur. Plusieurs espèces ont des jeunes pousses couvertes de poils collants. Le bourgeon est dissimulé sous les cicatrices foliaires, pas de bourgeon terminaux. En outre l'écorce et les graines contiennent de la lectine, dangereuse pour le bétail.
On utilise ce bois pour la fabrication de piquets de clôture (facilité de fente) et en menuiserie extérieure en raison de son imputrescibilité. 
Leurs feuilles sont composées imparipennées et comportent de 7 à 21 folioles ovales. L'évolution foliaire des Fabaceae  a conduit, à partir de feuilles alternes, stipulées et primitivement imparipennées, à une transformation des stipules en épines qui servent de défense des plantes contre les herbivores.
Les fleurs du type papilionacé sont de couleur blanche ou rose, généralement regroupées en grappes pendantes.
Le nectar de ces fleurs produit un miel de grande qualité très limpide au parfum subtil.
Les robiniers sont parfois les hôtes de larves de lépidoptères, dont le cul-brun (Euproctis chrysorrhoea), le bucéphale (Phalera bucephala), l'Hypercompe scribonia et la boarmie crépusculaire (Ectropis crepuscularia).

## Aire de répartition
Les espèces : Robinia hispida, Robinia neomexicana, Robinia pseudoacacia et Robinia viscosa sont originaires d'Amérique du Nord.
Robinia pseudoacacia a été largement introduit dans d'autres pays.

## Systématique

### Appellation
Par un étrange télescopage entre les noms vernaculaires et les noms scientifiques, il existe une confusion dans les appellations de trois genres : les genres Acacia, Robinia et Mimosa. En effet, l'espèce appelée mimosa dans le langage courant a pour nom de genre Acacia, alors que ce qui est communément appelé acacia est en fait du genre Robinia. Quant aux espèces portant le nom de genre Mimosa, elles sont plutôt appelées "sensitives".
| Appellation en français courant | Nom latin du genre |
| ------------------------------- | ------------------ |
| Acacia                          | Robinia            |
| Mimosa                          | Acacia             |
| Sensitive                       | Mimosa             |

### Liste des espèces
Le nombre d'espèces du genre Robinia est controversé. Certains auteurs n'en reconnaissent que quatre tandis que d'autres en distinguent jusqu'à dix. 
- Robinia hartwigii Koehne
- Robinia hartwigii Koehne
- Robinia hispida L.
- Robinia neomexicana Gray
- Robinia pseudoacacia L. - Robinier faux-acacia
- Robinia slavinii Rehd.
- Robinia viscosa Vent.

On connait aussi plusieurs hybrides naturels.
- Robinia ×ambigua Poir. (pro sp.) (R. pseudoacacia × R. viscosa)
- Robinia ×holdtii Beissn. (R. neomexicana × R. pseudoacacia)
- Robinia ×longiloba Ashe (pro sp.) (R. hispida × R. viscosa)
- Robinia margarettae Ashe (R. hispida var.kelsey × R. pseudoacacia))